# David Hollaz (Schriftsteller)
David Hollaz (* 5. August 1704 in Güntersberg bei Zachan (Pommern); † 14. Juni 1771 ebenda) war ein deutscher evangelisch-lutherischer Pastor und Erbauungsschriftsteller.

## Leben
Der Pfarrerssohn und Enkel des gleichnamigen lutherischen Dogmatikers David Hollaz (1648–1713) wirkte als Pastor in Güntersberg in Hinterpommern und stand theologisch der Herrnhuter Brüdergemeine nahe.

## Werke
Zu seinen viel gelesenen Schriften erbaulichen Inhalts gehören:
- Beschreibung der Wiedergeburt und des geistlichen Lebens, 1737
- Evangelische Gnaden-Ordnung, Halberstadt (Fridrich) 1743 und öfter  Digitalisat der Universitäts- und Landesbibliothek Sachsen-Anhalt
- Anweisung zum Gebet, 1747
- Die Meßianische Religion, Oder Alt- und Neu-Testamentische Weise, Durch das Verdienst Christi und den Glauben an ihn gerecht und selig und auch heilig zu werden. Aus Ap. Gesch. 15,10.11 erläutert, Da zugleich die unterschiedliche Periodi der Meßianischen Religion ihre Ab- und Zunahme gezeiget werden. Dem noch beygefüget Ein kurtzer und klarer Grund der Schrift vom Gesetz und Evangelio, Zur Erläuterung, Daß die wahre Religion gantz Meßianisch sey. Dendeler, Zwickau 1747. (Digitalisat)
- Erläuterung der messianischen Religion, Leipzig (Marche) 1749
- Sämtliche Erbauliche Schrifften. Buchner, Frankfurt am Main 1750. (Digitalisat)
- Abhandlung vom Zustande der Kirche Christi zur letzten Zeit, Frankfurt a. M. 1752
- Gebahnte Pilger-Strasse nach dem Berge Zion, 1744. Digitalisat der Universitäts- und Landesbibliothek Sachsen-Anhalt

Gesamtausgaben erschienen in Frankfurt 1750 und in Görlitz 1770–1782. Einige seiner Schriften wurden in andere Sprachen übersetzt und noch Ende des 19. Jahrhunderts nachgedruckt.